# Widsith
Widsith (pol. Wędrowiec; Podróże śpiewaka) – poemat wędrownego anglosaskiego skalda, spisany w języku staroangielskim, którego treść datuje się na VI-IX wiek. Zachował się na jednym pergaminie Codexu Exoniensis z X wieku. Odkryty został w 1817 r., a ogłoszony drukiem w 1826 r.

## Treść
Utwór liczy 143 wierszy. Na początku dowiadujemy się, że tytułowy „Daleki wędrowiec” (pseudonim poety) towarzyszy królewnie longobardzkiej Ealhildzie, córce wspomnianego później, Audoina (Eadwin) w jej orszaku ślubnym na dwór króla Ostrogotów (Hredhów), Hermanaryka (Eormanryk). W rozwinięciu podaje kilkadziesiąt (ok. 70) nazw ludów i imion ich władców z których część dane mu było odwiedzić w jego wcześniejszych wyprawach. Następnie opisuje pobyt na dworze Hermanaryka i wymienia 30 najbliższych ludzi z otoczenia tego władcy, których też odwiedził. Poemat kończą osobiste poglądy narratora-bohatera o roli władcy w dziejach i lekka aluzja, że za pieśń należy się poecie zapłata.

## Podstawy poematu i jego wartość
Opisana podróż jest fikcyjna, gdyż król Longobardów Audoin i wspomniany też jego syn Alboin (Aelfwin; z kontekstu brat Ealhildy) żyli prawie 200 lat po śmierci Hermanaryka.
Wartość obu katalogów w tekście polega na tym, że wiemy jakie sagi i legendy znali Anglosasi w momencie spisania poematu oraz odpowiedniki ich nazw i imion. Autor zamieścił je prawdopodobnie w celu stworzenia popularnego wykazu nazw i imion bohaterów występujących w znanych mu opowieściach.
Źródłami poety były podania germańskie, które posłużyły autorom Pieśni o Waltariuszu, Pieśni o Nibelungach i Sadze o Dytryku z Berna. Korzystał też z Beowulfa i Pieśni o Hunach oraz prawdopodobnie pośrednio z Historii Longobardów Pawła Diakona.
Warto zaznaczyć, że Hermanaryk jest też wspomniany w Beowulfie.

## Polskie przekłady
Tekst anglosaski wraz z tłumaczeniem znajduje się w I tomie Monumenta Poloniae Historica Augusta Bielowskiego (Lwów, 1864). Tekst na język polski przełożył Karol Szajnocha.
Widsith przełożył również Gerard Labuda. Fotokopię manuskryptu, tekst w języku staroangielskim, współczesnym angielskim i polskim wraz z obszernym komentarzem filologiczno-historycznym zamieścił w książce Źródła skandynawskie i anglosaskie do dziejów Słowiańszczyzny (Warszawa 1961). Szczegółową analizę budowy poematu, procesu jego powstawania i historię badań przedstawił w swej wcześniejszej pracy Źródła, sagi i legendy do najdawniejszych dziejów Polski (Warszawa 1960).

## Wzmianka o ziemiach polskich
We fragmencie poematu Widsith (wiersz 121) występuje toponim Wistlawudu, najprawdopodobniej związany z ziemiami polskimi:
Wulfhere sohte ic ond Wyrmhere;
ful oft þær wig ne alæg,
þonne Hræda here heardum sweordum
ymb Wistlawudu wergan sceoldon
ealdne eþelstol ætlan leodum.
Karol Szajnocha w Monumenta Poloniae Historica przekłada ów fragment:
Wulfhera nawiedzałem i Wyrmhera bardzo często
nigdy tam walka nie spoczywała
Lecz szybkie wojska twardym mieczem
Koło puszczy Wiślańskiej bronić musiały
starej stolicy ludziom Etlowym.
Tadeusz Lewicki (z pomocą A. Raszkiewicza) tłumaczy fragment poematu:
...
Bardzo często walka tam nie ustawała,
kiedy wojska Hraede’ów swymi silnymi mieczami
koło puszczy Wiślan broniły
ojczystej siedziby przeciwko ludziom Attyli.
Gerard Labuda odczytuje go zaś następująco:
Wulfhera odwiedziłem i Wyrmhera
tam bardzo często rozbrzmiewał szczęk broni
ponieważ wojska Hraedów mieczami ostrymi
musiały bronić koło lasów nadwiślańskich

starych siedzib ojczystych przed ludami Aetli.
Natomiast anglista i ekspert języka staroangielskiego, Jacek Fisiak tłumaczy::
Wulfhera odwiedziłem i Wyrmhera, często tam walka nie ustawała,
kiedy Hredów wojsko twardym mieczem
obok Gotów Wiślańskich puszczy bronić musiało,

starej ojczyzny, przed wojskami Attyli.

### Interpretacja
W polskich przekładach nazwa miejscowa Wistlawudu oddawana jest jako „lasy nadwiślańskie, puszcza wiślańska”. Podobnie oddaje się w większości tłumaczeń angielskich (Vistula woods, woods of Vistula). Tłumaczenie to wynika z połączenia słów Wistla (= Wisła) i wudu („las”, por. ang. woods, niem. wald). Uczeni nie mają wątpliwości, że pierwsza część zwrotu odnosi się do Wisły.
Niemiecki filolog Rudolf Much oddał Wistlawudu poprzez Weichselanwohner, czyli „mieszkańcy (brzegów) Wisły”, zaś Tadeusz Lewicki jako „puszcza Wiślan” zwracając uwagę, że słowo wudu (puszcza) może tu oznaczać pokryte lasami pasmo górskie. Według Lewickiego chodzi o Beskidy i zachodnie Karpaty.
Hraedów (oryg. Hræda), broniących lasów nadwiślańskich przed „ludźmi Attyli”, utożsamia się najczęściej z Gotami, opierając się na wcześniejszym fragmencie poematu (wiersz 57), który wspomina o ludzie Hredh-Gotum, znanym też ze źródeł skandynawskich. Według innych koncepcji, Hreadowie nie byli ludem germańskim, ale słowiańskimi (Białymi) Chorwatami, opisanymi przez Konstantyna Porfirogenetę, utożsamianymi czasem z Wiślanami.
„Ludzie Attyli” (Ætlan leodum) zwykle wiązani są z Hunami, jednak czas powstania utworu i jego archaizujący styl może wskazywać, że chodzi tu o Awarów.
Najczęściej uważa się, że wspomniana walka mogła dotyczyć rzeczywistych wojen pomiędzy Gotami (Ostrogotami) a Hunami toczonych na ziemiach polskich przed przybyciem tam Słowian (jeśli opisane zdarzenia dotyczą wydarzeń z V wieku lub wcześniej). Według części badaczy z Hunami walczyli nie Goci, lecz Longobardowie, ponieważ o wojnach między nimi wspomina historyk Paweł Diakon. Alternatywna interpretacja mówi o walkach między słowiańskimi Chorwatami lub Wiślanami a Awarami (jeśli poemat odnieść do wydarzeń z VI wieku lub później). Według zaś innych badaczy wzmianka ta nie ma wartości historycznej, jest tylko literackim zapożyczeniem ze starszej Pieśni o Hunach i wynika z przeniesienia nad Wisłę wojen gocko-huńskich toczonych nad Donem.
Interpretacja oraz dokładne tłumaczenie fragmentu poematu zależy w dużej mierze od ustalenia daty jego powstania oraz jego stosunku do innych źródeł. Jest to przedmiotem dyskusji zarówno filologicznej, jak i historycznej.